# L'Affaire du siècle (bande dessinée)
Pour les articles homonymes, voir L'Affaire du siècle.
L'Affaire du siècle est une série de bande dessinée fantastique écrite par Jean-Jacques Beineix d'après le roman de Marc Behm La Vierge de glace, dessinée par Bruno de Dieuleveult et coloriée par Déborah Roubane et Beineix. Ses deux volumes ont été publiés Glénat en 2004 puis Au Diable Vauvert et Cargo Films en 2006.
Malgré une promotion importante, le premier volume suscite une « vague de réactions négatives » — le dessinateur Obion y voit ainsi en 2012 « la plus mauvaise bande dessinée qui [lui] ait été donné de lire ».

## Synopsis
L'Affaire du siècle met en scène l'initiation de deux jeunes vampires par un vampire expérimenté. Il y a Cora, la collectionneuse de chaussures, croupière dans un casino, et Tony, toujours monté sur rollers. Ils s'associent à Brand, le puissant vampire du XIIIe siècle, qui va leur réapprendre les meilleurs tours, dont celui de se transformer en chauve-souris et de voler. Tous trois échafaudent le plan de racheter un authentique château transylvanien, reconstruit pierre par pierre dans le Paris d'aujourd'hui, en dérobant le magot de la mafia locale, qui est l'employeur-même de Cora.

## Albums
1. Château de vampire à vendre, Glénat (Collection Grafica, 2004.
2. Vampire à louer, Au Diable Vauvert / Cargo Films, 2006.

### Documentation
- Jean-Jacques Beineix (int. par Damien Perez), « Cent pour sang le matin », BoDoï, no 69,‎ décembre 2003, p. 46-47.